# Herb Hesji

Herb Hesji

Herb Hesji jest herbem landgrafów Turyngii, którzy w latach 1130–1247 rządzili także Hesją. Korona jest symbolem lokalnego patriotyzmu i autonomii.
Przedstawia na tarczy w polu błękitnym wspiętego lwa w poziome srebrno-czerwone pasy. Na tarczy korona.
Obecny herb przyjęty został 4 sierpnia 1948 roku. Nawiązuje do XIII wiecznego herbu księcia Konrada (zm. 1240). W latach 1808–1902 w herbie księstwa Hesja-Darmstadt lew trzymał w łapie miecz.

## Historia

Księstwo Waldecku i Pyrmontu 1180–1918
Wolne Miasto Frankfurt 1372–1806 i 1816–1866
Hesja-Homburg 1622–1806 i 1815–1866
Hesja-Kassel 1567 – 1803
Elektorat Hesji 1803–1807 i 1813–1866
Wielkie Księstwo Hesji 1806–1918
Królestwo Westfalii 1807–1813
Księstwo Nassau 1806–1866
Ludowa Republika Hesji 1918–1945
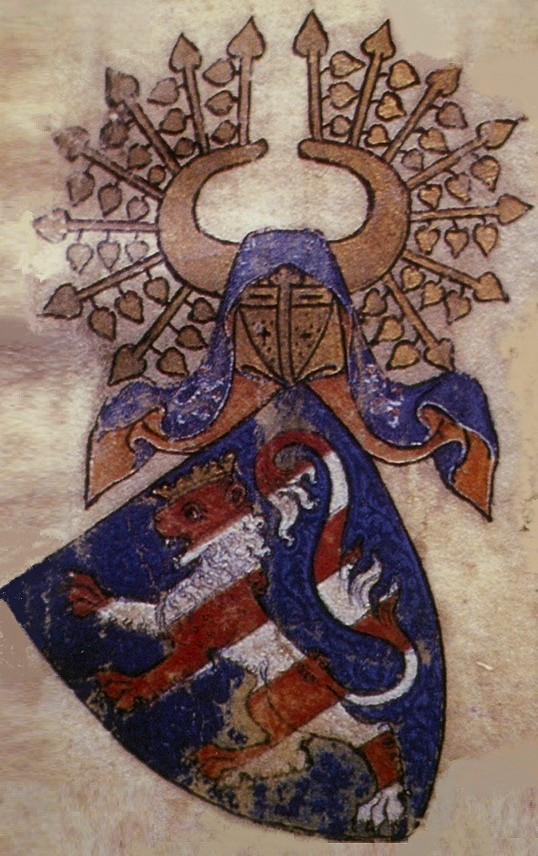
Herb Hesji